# 平行造影
平行造影方法（Parallel imaging）是磁振造影（MRI）的一種加速造影方式，可以減少成像時間。
其利用到多個射頻線圈接收器共同協力，每個線圈接受器可縮減k空間資訊取樣來加速掃瞄並維持空間解析度，但會各線圈所得資料會發生影像上的混疊。再接著是利用各個線圈感應度（sensitivity）分布不同所得的額外空間資訊，或於k空間將缺少的資訊填補回來，還原得到可以判讀的正常影像（下述SMASH方法），或於影像空間將各張的混疊影像的運算還原得到正常影像（下述SENSE方法）。簡單說，是以額外空間資訊換取總掃描時間減少的方法。
目前方法發展上主要有兩大類：SMASH方法大類與SENSE方法大類。

## 背景
核磁共振（NMR）用到的是一個強的靜磁場使自旋極化，以及共振頻率的射頻（連續或脈衝）對自旋照射得到訊號的技術；1970年代發明MRI，其原理是採用梯度磁場讓不同位置的自旋感受到不同的靜磁場強度而有不同的共振頻率，從中可以選擇性激發以及對空間位置進行編碼。因此，一直以來都是利用梯度磁場一步步取得k空間全部資訊以得到一張影像，是不可避免的作法。
這樣的方法使得所需掃描時間也相對較長，雖然隨著硬體設備的進步，梯度磁場切換變快能夠使掃瞄時間變短，然而最終有物理上與生理上的極限——物理上會有渦電流等干擾影像品質現象的出現；生理上則可能對受掃瞄的生物體產生週邊神經刺激等不良影響。
此外如會運動的身體組織，如心臟、血流或呼吸運動造成胸腔、腹腔器官的不自主運動，或者是不能配合保持靜止的受檢者，若依傳統方法則可能有明顯的運動假影。若透過平行造影方法，則可加速成像，得到假影干擾大大減少的影像。
利用線圈隨空間位置而有不同感應度的加速方法在1980年代末開始提出，爾後在1997年則有SMASH方法、1999年有SENSE方法的實驗結果提出。隨後又出現了許多改良技術，大都可粗分為SMASH與SENSE。目前平行造影方法已成為臨床磁振造影掃描儀的標準設置之一。

## 文獻
- SMASH原始論文：Sodickson DK, Manning WJ. "Simultaneous acquisition of spatial harmonics (SMASH): fast imaging with radiofrequency coil arrays." Magnetic Resonance in Medicine 38(4):591-603 (1997 Oct).
- SENSE原始論文：Klaas P. Pruessmann, Markus Weiger, Markus B. Scheidegger, Peter Boesiger "SENSE: Sensitivity encoding for fast MRI" Magnetic Resonance in Medicine 42:952–962（1999）